# ونيزه أحمد
فانيزا أحمد ( البنجابية، (بالأردية: ونیزہ احمد)‏   ؛ مواليد 24 يونيو 1971) عارضة أزياء وممثلة باكستانية، ومغنية عرضية. كعارضة، رأت النجاح كوجه للعلامات التجارية في باكستان، وهي أول عارضة أزياء باكستانية تصمم نموذجًا لدونا كاران وكالفن كلاين .

## سيرة شخصية

### حياة سابقة
وبحسب ما ورد قالت أحمد لوسائل الإعلام إنها عندما كانت صغيرة، كان لدى طلاب الكلية في تلك الأيام ثلاثة خيارات وظيفية - الطب أو الهندسة أو التدريس. لم تكن النمذجة كمهنة خيارًا للفتيات في ذلك الوقت. عاد أحمد إلى باكستان في سن 18 للالتحاق بكلية كينيرد للفنون الحرة بجامعة لاهور  وتخرج بدرجة البكالوريوس في علم النفس .
أثناء وجوده في الجامعة، بدأ أحمد بنمذجة عرضية. على الرغم من أنها لم تكن مهتمة كثيرًا بنمذجة كخيار وظيفي، إلا أنها تلقت عروضًا من مصممي أزياء مختلفين، كان بعضهم بارزين في صناعة الأزياء الباكستانية  بما في ذلك مصمم الأزياء نيلوفر شهيد.

### النمذجة كمهنة
عندما اقتربت المصممة نيلوفر شهيد من أحمد، لم تكن متأكدة من المهنة التي يجب متابعتها واستقرت في عرض الأزياء. في التعامل مع رؤساء الشركات في صناعة الترفيه، تم الإشادة بالمثل على فطنتها التجارية.

### Vaneeza، العلامة التجارية
ابتكرت أحمد اسم العلامة التجارية Vlawn  لمجموعتها من أقمشة العشب. تتكون المجموعة من تسع طبعات مختلفة على العشب ابتكرها مصممين من بينهم نعمي أنصاري وعمر سعيد وحسن شهريار ياسين . في مارس 2006، بيعت المجموعة بالكامل في سلسلة من المعارض. في عام 2011، واصلت عملها مع علامتها التجارية "VLawn" من الدعاوى النسائية في الحديقة.

### التمثيل و الإشادة
قدمت أحمد أول تمثيل لها في ملحمة جمال شاه المثيرة للجدل كال، ومنذ ذلك الحين مثلت في أفلام مارينا خان توم هاي تاو هو ، وجاني أنجاني'، وتوم ساي ميل كير . أرمان . خيال . وطلش (مسلسل تلفزيوني باكستاني) . لعبت دور دينا واديا، ابنة مؤسس باكستان محمد علي جناح، في فيلم السيرة الذاتية لجميل دهلوي عام 1998، جناح .
في 16 أبريل 2008، تم اختيار فانيزا أحمد كواحدة من حاملي الشعلة الأولمبية عندما وصلت الشعلة إلى إسلام أباد . كانت واحدة من عدد قليل من المشاهير الذين تم اختيارهم  ليحملوا الشعلة في التتابع من أصل 66 المختار 

## الحياة الشخصية
تزوجت من رجل الأعمال علي أفضل مالك في إسلام أباد في يوليو 2010 ولديها ابنتان. كما أنها تدير أعمالها الجانبية الخاصة.

## فيلموغرافيا

### أفلام
| سنة       | عنوان | دور           | المرجع |
| --------- | ----- | ------------- | ------ |
| فيلم 1998 | جناح  | مثل دينا جناح | [ 8 ]  |

### مظاهر أخرى

#### أشرطة الفيديو والموسيقى
| عنوان الأغنية | مغني مشارك  | سنة  |
| ------------- | ----------- | ---- |
| "زهر الربيع"  |             | 2007 |
| "ياد"         | شهزاد روي   | 2005 |
| "نا ري نا"    | علي عزمت    | 2003 |
| " بوليا "     | جنون (فرقة) | 1999 |

## الجوائز
| مراسم                 | فئة | نتيجة |
| --------------------- | --- | ----- |
| أول جوائز لوكس ستايل  | أفضل عارضة أزياء للعام (أنثى) \|rowspan="2" style="background: #99FF99; color: black; vertical-align: middle; text-align: center; " class="yes table-yes2"\|فوز |       |
| رابع جوائز لوكس ستايل | أفضل عارضة أزياء للعام (أنثى) \|rowspan="2" style="background: #99FF99; color: black; vertical-align: middle; text-align: center; " class="yes table-yes2"\|فوز |       |

## روابط خارجية
- ونيزه أحمد في قاعدة بيانات الأفلام على الإنترنت